# Ильхам (вдохновение)
Ильхам (араб. إلهام) — религиозное вдохновение; знание, полученное от Аллаха. Ильхам противопоставляется рациональному знанию, «’ильм ’акли», и его получение не может быть ускорено или вызвано действиями верующего.

## Этимология и толкование
Буквально арабское слово «ильхам» означает «заставлять проглатывать», оно происходит от глагола «алхама».
В Коране слово «ильхам» встречается всего один раз, в 91 суре:

Клянусь душой и Тем, Кто придал ей соразмерный облик
И внушил ей порочность и богобоязненность!

Оригинальный текст (ар.)وَنَفْسٍ وَمَا سَوَّاهَا
فَأَلْهَمَهَافُجُورَهَاوَتَقْوَاهَا—  91:7, 8 (Кулиев)
Буквально слова «фа-альхамаха» означают, что Бог заставил душу проглотить свои грехи. Общий смысл 7—8 аятов трактовался улемами различно. Ат-Табари приводит в книге Тафсир два толкования: что Аллах объяснил эти качества душе, и что он их создал; мутазилиты предпочитают первое толкование, а большинство остальных — второе.

## Теология
Люди получают откровение либо непосредственно от Аллаха или ангелов, либо от его пророков; в первом случае откровение носит название «ильхам», во втором же оно называется вахй. Понятие «ильхам» было выделено из понятия «вахй» теологами в конце VIII — начале IX столетия. Ибн Араби считал, что ильхам святых и пророков проистекают из одного источника.
Многие учёные, в особенности суфии, рассуждали о том, обязательно ли ильхам содержит истинное знание. Али Худжвири считал, что марифа не может содержаться в ильхаме; ан-Насафи и другие считали, что ильхам может убедить только самого получателя, но не окружающих, и что он не является источником знания в общем случае; встречались и другие мнения. Ашаритские учёные в своих трактатах рассуждали о месте ильхама среди других видов знания, Аль-Багдади считал, что ильхам — это «инстинктивное знание». Суфии и шииты считают, что ильхам — это «свет, направляемый Богом в сердце человека».